# 上越魚沼地域振興快速道路
上越魚沼地域振興快速道路（じょうえつうおぬまちいきしんこうかいそくどうろ）は、新潟県上越市の北陸自動車道 上越ICから新潟県南魚沼市の関越自動車道 六日町ICを経由して新潟県南魚沼市の一般国道17号六日町バイパス 仮称余川ICに至る総延長約60 km（キロメートル）の地域高規格道路である。寺IC - 安塚IC、十日町市北鐙坂 - 余川IC間が自動車専用道路として計画されている。略称は上沼道（じょうぬまどう）で、案内標識上のアルファベット表記もそのまま「JONUMADO」となっている。

## 概要
新潟県南西部の上越市を中心とする上越地域と十日町市・南魚沼市を中心とする魚沼地域を相互に連絡し、高速道路空白地域に交通網を形成するとともに両地域間の交流を目的とした路線と位置づけられている。上信越自動車道・関越自動車道等の代替ルートとしての性質を有し、新潟県中越地震等の災害や事故により通行止となった時に高い代替機能を発揮する事が期待されており、この路線は東京から日本海への最短ルートとなる。
ほぼ全区間において高規格鉄道路線である北越急行ほくほく線と並行している。
現在は以下の路線が整備中または供用中である。道路規格は事業化区間の全線が設計速度80 km/h（キロメートル毎時）となっている。
- 一般国道18号上新バイパス（上越IC - 寺IC、総延長2.2 km）[1]
- 一般国道253号上越三和道路（寺IC - 三和IC、総延長7.0 km）[2]
- 一般国道253号三和安塚道路（三和IC - 安塚IC、総延長9.4 km）[3][4]
- 一般国道253号十日町道路（十日町市北鐙坂 - 八箇IC、総延長10.8 km）[1]
- 一般国道253号八箇峠道路（八箇IC - 余川IC、総延長8.5 km）[5][6]

## 歴史
- 1994年（平成6年）12月16日 - 上越魚沼地域振興快速道路 上越市 - 六日町（現・南魚沼市）（延長60 km）が計画路線に指定される[7]。
- 1995年（平成7年）8月23日 - 上越市 - 松代町（延長29 km）が調査区間に指定される[7]。
- 1996年（平成8年）8月30日 - 三和安塚道路（延長9.4 km）が整備区間に指定され、十日町市 - 六日町（延長13 km）が調査区間に指定される[7]。
- 1997年（平成9年）9月10日 - 八箇峠道路（延長9.7 km）が整備区間に指定される[7]。
- 1998年（平成10年）12月18日 - 上越三和道路（延長7.0 km）が整備区間に指定され、上新バイパス（延長2 km）が整備区間に指定される[7]。
- 1999年（平成11年）12月22日 - 上新バイパスの上越IC - 寺IC間が完成4車線供用開始。
- 2000年（平成12年）3月7日 - 上越三和道路の都市計画決定。
- 2005年（平成17年）7月26日 - 八箇峠道路を完成2車線とする計画見直し内容が発表される。
- 2010年（平成22年）3月13日 - 浦川原IC - 安塚IC間（延長4.7 km）が暫定2車線にて供用開始[4]。
- 2017年（平成29年）11月25日 - 八箇峠道路の八箇IC - 野田IC間が開通[8]。
- 2018年（平成30年）1月10日 - 十日町道路のルート帯を決定[9]。
- 2019年（平成31年）3月24日 - 上越三和道路の寺IC - 鶴町IC間が開通[10]。
- 2019年度（平成31年度・令和元年度） - 十日町道路（延長10.5 km）が事業化され、八箇峠道路の起点側延長1.2 kmが短縮[6]。
- 2019年（令和元年）11月22日 - 上越三和道路の門田新田ICが供用開始[11]。

## 地理

### 通過する自治体
- 新潟県
  - 上越市 - 十日町市 - 南魚沼市

## 各区間

### 上新バイパス
上新バイパスは国道18号のバイパス道路で、上沼道としての区間は上越ICから寺ICまでの2.2 km区間。国道18号は全線が指定区間であり、建設省・国土交通省により事業・管理が行われている。
- 起点：新潟県上越市下源入（上沼道指定区間の起点・上越IC）
- 終点：新潟県上越市大字寺（上沼道指定区間の終点・寺IC）
- 延長：24.6 km（うち、上沼道指定区間は延長2.2 km）
- 規格：第3種第1級
- 車線数：4車線
- 設計速度：80 km/h

### 上越三和道路
上越三和道路は2000年（平成12年）12月18日整備区間指定され、2002年（平成14年）工事着手された。直轄権限代行として国土交通省北陸地方整備局により事業化され、寺IC - 鶴町IC間が2019年（平成31年）3月24日に開通。
- 起点：新潟県上越市大字寺（寺IC）
- 終点：新潟県上越市三和区本郷（仮称・三和IC）
- 延長：7.0 km（うち、延長3.0 km供用中）
- 規格：第1種第3級
- 車線数：4車線（暫定2車線）
- 設計速度：80 km/h

### 三和安塚道路
三和安塚道路は新潟県により事業化され、2010年（平成22年）3月13日に浦川原IC - 安塚IC間が開通した。
- 起点：新潟県上越市三和区広田（仮称・三和IC）
- 終点：新潟県上越市安塚区松崎（安塚IC）
- 延長：9.4 km（うち、延長4.7 km供用中）
- 規格：第1種第3級
- 車線数：4車線（暫定2車線）
- 設計速度：80 km/h

### 未事業化区間
- 新潟県上越市安塚区松崎 - 十日町市北鐙坂

このうち、現道に小曲線・急勾配、防災上の課題を有する安塚IC - 松代間の延長約13 kmについて、県は2024（令和6年）3月25日に整備方針を国道253号付近を通過する案に固めた。

### 十日町道路
十日町道路は直轄権限代行として北陸地方整備局により事業化され、総事業費約620億円のうち3分の2が国、3分の1が県の負担となった。
- 起点：十日町市北鐙坂[1]
- 終点：十日町市八箇（八箇IC）[1]
- 延長：10.8 km[1]
- 規格：第1種第3級[1]
- 設計速度：80 km/h[1]
- 車線数：完成2車線[1]

### 八箇峠道路
八箇峠道路は直轄権限代行として北陸地方整備局により事業化され、八箇峠トンネルを含む八箇ICから野田ICの区間が2017年（平成29年）11月25日に開通した。
- 起点：新潟県十日町市八箇（八箇IC）
- 終点：新潟県南魚沼市大字余川（仮称・余川IC）
- 延長：8.5 km（うち、延長6.6 km供用中）
- 規格：第1種第3級
- 車線数：完成2車線
- 設計速度：80 km/h

## インターチェンジなど
- 全区間新潟県内に所在。
- 施設名欄の背景色が■である部分は施設が供用されていない、または完成していないことを示す。なお、未開通区間の名称は仮称である。

| 施設名         | 接続路線名                                        | 所在地   |
| -------------- | ------------------------------------------------- | -------- |
| 上越IC         | E8 北陸自動車道・国道18号 上新バイパス            | 上越市   |
| 富岡IC         | 新潟県道43号上越安塚浦川原線                      | 上越市   |
| 寺IC           | 国道18号 上新バイパス・新潟県道13号上越安塚柏崎線 | 上越市   |
| 門田新田IC     | 新潟県道13号上越安塚柏崎線                        | 上越市   |
| 鶴町IC         | 新潟県道77号上越頸城大潟線                        | 上越市   |
| 三和IC         | 新潟県道30号新井柿崎線                            | 上越市   |
| 浦川原IC       | 国道253号（現道）                                 | 上越市   |
| 安塚IC         | 新潟県道43号上越安塚浦川原線                      | 上越市   |
| 未事業化区間   |                                                   |          |
| 十日町市北鐙坂 | 国道253号（現道）                                 | 十日町市 |
| 十日町IC       | 十日町市道高山水沢線（仮称）                      | 十日町市 |
| ハーフIC       | 国道117号                                         | 十日町市 |
| 八箇IC         | 国道253号（現道）                                 | 十日町市 |
| 野田IC         | 新潟県道521号欠ノ上五日町線                       | 南魚沼市 |
| 六日町IC       | E17 関越自動車道                                  | 南魚沼市 |
| 余川IC         | 国道17号 六日町バイパス                           | 南魚沼市 |